# Fritz Salm
Fritz Salm (* 21. August 1913 in Mannheim; † 3. Juni 1985 ebenda) war ein deutscher Politiker (KPD/DKP) und antifaschistischer Widerstandskämpfer.

## Leben
Salm absolvierte eine Lehre zum Schlosser bei BBC in Mannheim. Er schloss sich der Sozialistischen Arbeiter-Jugend an und engagierte sich in der örtlichen Jugendgruppe des Deutschen Metallarbeiter-Verbandes. Im Zuge der Auseinandersetzung um den Bau künftiger Panzerkreuzer, den die SPD unterstützte und die KPD ablehnte, trat Salm 1929 in den Kommunistischen Jugendverband Deutschlands (KJVD) ein. Auch nach dem Machtantritt der NSDAP und ihrer deutschnationalen Bündnispartner blieb er im KJVD aktiv, weswegen er 1935 verhaftet und zu drei Jahren und sechs Monaten Gefängnis verurteilt wurde. Nach einem missglückten Fluchtversuch wurde er von der Gestapo schwer misshandelt. Nach seiner Haftentlassung 1938 war Salm Betriebsschlosser bei den Lanzwerken und dort Mitglied der illegalen Betriebsgruppe der KPD.
Nach dem Ende des NS-Regimes rückte Salm 1948 für den verstorbenen Paul Schreck als Abgeordneter der KPD in den Landtag von Württemberg-Baden nach, dem er bis 1950 angehörte. Er engagierte sich in Mannheim in der VVN, zu deren Vorsitzendem er gewählt wurde. Beruflich als freier Journalist tätig, war er in den 1970er Jahren Mitglied im baden-württembergischen Landesvorstand der DKP.
2014 hatte der Gemeinderat der Stadt Mannheim beschlossen, die Straßen auf dem Areal der ehemaligen Turley Barracks nach antifaschistischen Widerstandskämpfern zu benennen. Auf Antrag der Linken und der Grünen Ratsfraktionen und mit Unterstützung der Quartiersbauinitiative „Solidarischer Wohn- und Kulturraum Mannheim e. V.“ entschied der Rat, eine Straße nach Fritz Salm zu benennen. Die Einweihung beging man mit einem großen Straßenfest dann im April 2017 auf der Kreuzung Fritz-Salm-Straße/Marianne-Cohn-Straße.

## Veröffentlichungen
- Im Schatten des Henkers: Vom Arbeiterwiderstand in Mannheim. 2. verb. Auflage Frankfurt/Main 1979, ISBN 3-87682-033-2.